# Eibe von Hennersdorf

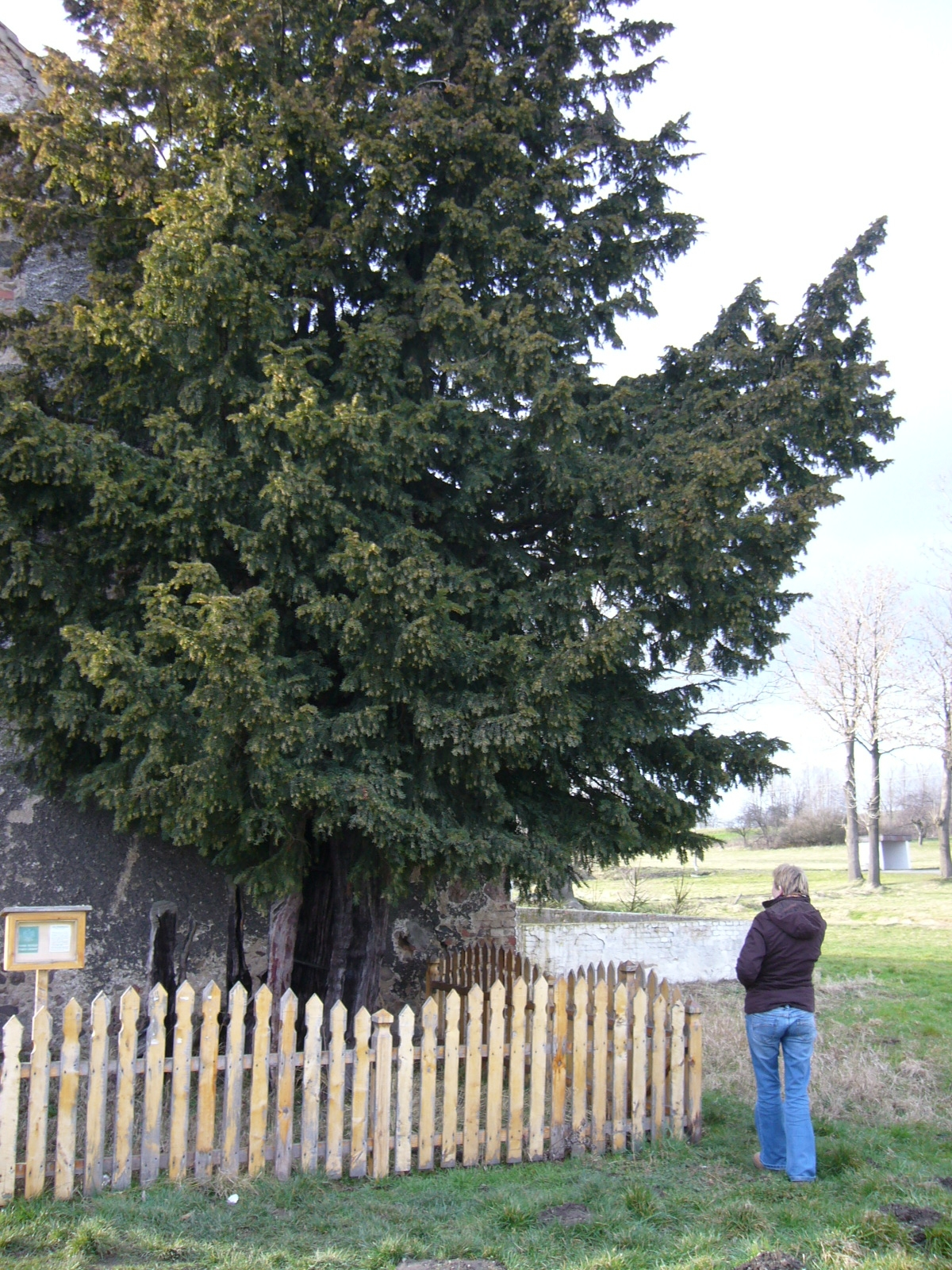
Eibe von Hennersdorf/Henryków

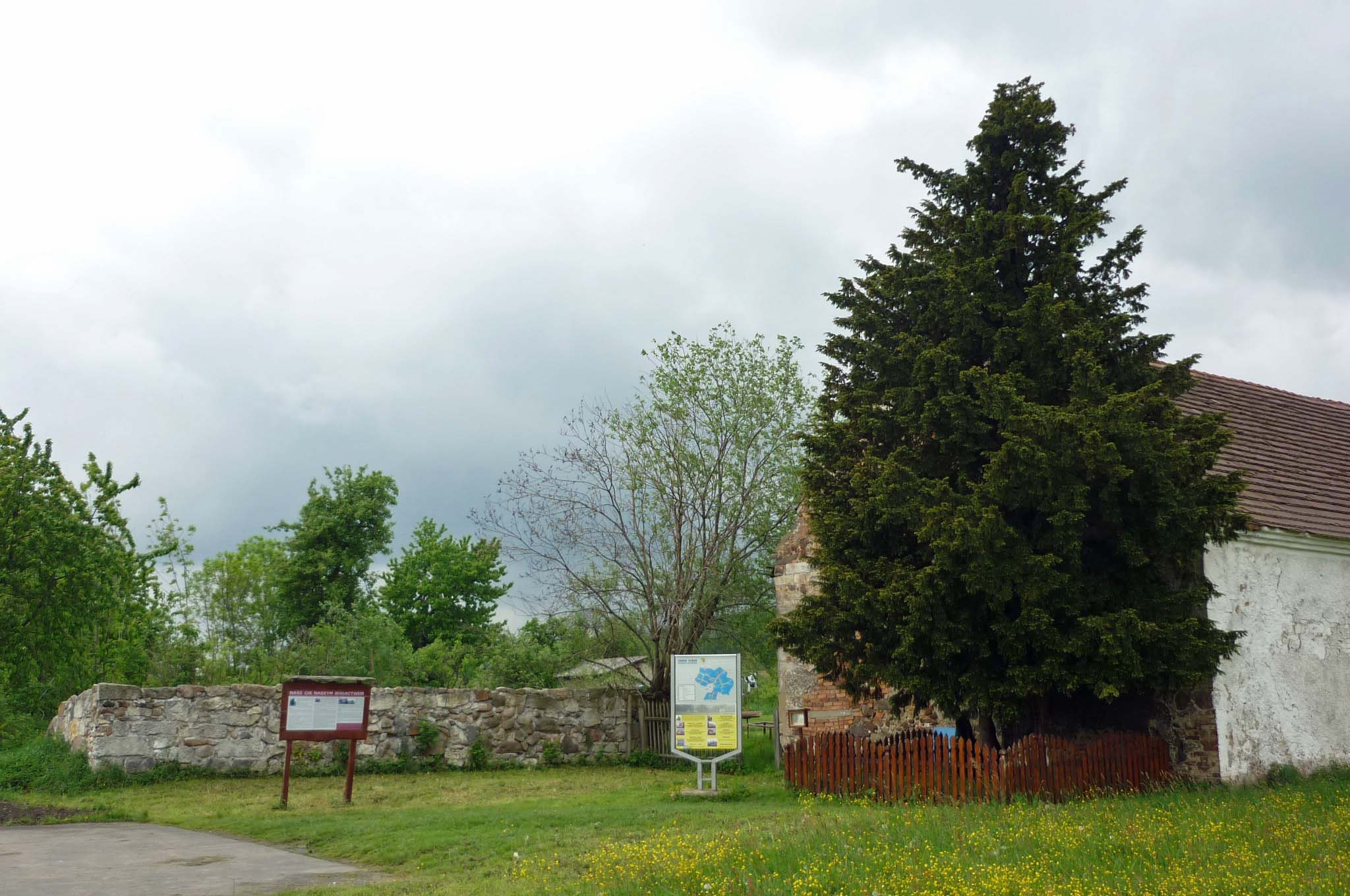
Gesamtansicht

Die Eibe von Hennersdorf (polnisch: Cis Henrykowski, schlesisch Eibe vu Hennerschdurf) gilt als ältester Baum in Polen und bis 1945 als ältester Baum Deutschlands. Sie steht, inzwischen gestützt, in unmittelbarer Nachbarschaft des Hauses Nr. 293 im Dorf Henryków Lubański (Katholisch Hennersdorf), gut 20 km östlich von Görlitz.
Die zum Naturdenkmal erklärte Gemeine Eibe ist noch älter als die Raciborski-Eiben oder die Bartek-Eiche. Ihr Alter wurde im Jahre 1921 auf mehr als 1400 Jahre berechnet. Der elf Meter hohe Baum hat während eines Orkans im Jahre 1989 einen seiner Äste verloren. Zuvor betrug der Umfang fünf Meter.
In den letzten Jahren wurden weitere Sicherungsmaßnahmen ergriffen. So wurde ein Gerüst gestellt und  die Bewässerung für die Eibe verbessert.